# Bryum crudoides
Bryum crudoides là một loài rêu trong họ Bryaceae. Loài này được Sull. & Lesq. mô tả khoa học đầu tiên năm 1859.